# Nes Ționa
Nes Ționa (Ness Ziona sau Nes Tziona; în ebraică: נס ציונה) este un oraș în Israel aproape la   jumătatea drumului dintre Rehovot și Rishon LeZion.
Orașul este așezat într-o zonă numită, până la mijlocul secolului al XX-lea, în limba arabă „Wadi El Khanin” (în traducere „Valea Trandafirilor”).

## Istorie
Numele orașului provine din Vechiul Testament, din cartea profetului Ieremia, capitolul 4, paragraful 6, în traducere din ebraică:
„Adunați-vă și să intrăm în cetatea cea întărită! Înălțați steagul spre Sion, fugiți și nu vă opriți,

că iată aduc de la miazănoapte necaz și nevoie mare!”
Nes Ționa este originalul ebraic al expresiei citate „steagul spre Sion”. 